# Seheneser
Seheneser (nach abweichenden Lesungen auch Sehener und Sehefener) war eine altägyptische Königstochter der 2. Dynastie (um 2800 v. Chr.). Sie ist bislang die erste frühägyptische Prinzessin, für die der weibliche Titel Sat-Nesut („Tochter des Königs“) nachgewiesen ist.

## Zur Person
Über Sehenesers Familie ist so gut wie nichts bekannt. Im Frühen Reich kam es äußerst selten vor, dass direkte Familienangehörige und Verwandte überhaupt erwähnt wurden. Wenn, dann nur die Ehepartner. Die reich verzierte Grabstele lässt den Schluss zu, dass Seheneser sehr vermögend und von besonders gehobener Stellung gewesen sein muss. Leider ist die Stele das einzige erhaltene Artefakt, das ihren Namen nennt und nur ihren Namen (nebst Prinzessinnentitel). Daher ist unbekannt, wessen Tochter sie war. Der Dekorstil der Stele lässt nur den Schluss zu, dass sie während der zweiten Hälfte der 2. Dynastie gelebt haben muss, als Könige wie Peribsen, Sened, Sechemib und Chasechemui regierten.

## Grabstele
Seheneser ist von ihrer kunstvoll verzierten und beschrifteten Grabstele bekannt, die ihren Namen und den Titel überliefert. Die Stele fand sich weggeworfen im Schutt der Grabkammer, war einst aber sicherlich im Türsturz des Graboberbaus oder der Grabkammer selbst angebracht. Die Stele ist insgesamt 1,12 m lang und 52 cm hoch, sie besteht aus feinem, polierten Kalkstein. Das dekorierte Mittelfeld ist nur 57 × 42 cm groß und erhaben, die linke und die rechte Seite sind jeweils undekoriert. Das Mittelfeld stellt die frühe Form des sogenannten Erscheinungsfensters dar.
Im Zentrum des Mittelfeldes befindet sich ein kleines Fenster mit einer Opfertischszene, sie zeigt Seheneser auf einem feinen Stuhl sitzend. Der Stuhl ist in seiner Gestaltung einem Königsthron nachempfunden. Er weist eine kurze Rückenlehne und ein eigenes Podest auf und ist mit einem dicken Stoff drapiert. Rechts von ihrer figürlichen Darstellung findet sich eine kleine Opfergabenliste. Seheneser trägt eine fein gelockte Haartracht, die in langen, zarten Dreadlocks endet. Sie ist in ein enges Gewand gekleidet, das über ihrer linken Schulter zusammengeknotet ist. Der Knoten besteht aus einem Band in Form des Tijt-Knotens. Die Dame trägt außerdem eine delikate Perlenkette. Seheneser blickt nach rechts und greift nach einer Art Brot oder Kuchen auf einem Opfertisch. 
Die gesamte Opfertischszene wiederum ist jeweils links und rechts von einer umfangreichen Inventarliste in Form von ordentlich angeordneten Fächern umgeben. Jedes Fach enthält die genaue Bezeichnung der einzelnen Grabbeigaben in Hieroglyphen sowie eine Miniatur des Gegenstands selbst. Jedes Fach ist kategorisch sortiert: es gibt ein Fach nur für Kleidung und Textilien, ein Fach für Duft- und Salböle, ein Fach für Brote und so weiter. Darüber hinaus geben hieroglyphische Zahlen die Menge der einzelnen Grabbeigaben an. Sehenesers Stele ist möglicherweise das früheste bekannte Beispiel für eine derartige Opfergaben-Inventarliste mit Mengenangaben.

## Begräbnis
Seheneser wurde in dem kleinen Grab 2146-E in Sakkara bestattet, es besteht lediglich aus einem absteigenden Korridor mit Treppe und einer Grabkammer, die beraubt aufgefunden wurde. Der Graboberbau war vermutlich eine rechteckige Mastaba, deren originalen Ausmaße aber nicht mehr rekonstruiert werden können.